# 宝塚歌劇団53期生
宝塚歌劇団53期生（たからづかかげきだん53きせい）とは、1965年（昭和40年）に宝塚音楽学校に入学し、1967年（昭和42年）に卒業。同年、宝塚歌劇団に入団し、『世界はひとつ』で初舞台を踏んだ54人を指す。

## 主な生徒
- 小松美保 - 元月組トップ娘役
- 室町あかね  -元花組スター、退団後は振付師
- 藍えりな（のちに藍エリナに改名) - 元専科スター、退団後は振付師
- 明日香みやこ（のちに明日香都へ改名）- 元花組スター、のちに専科へ所属
- 清月輝 - 元花組両役スター、池田銀行初代イメージガール[1]、在団のまま航空禍の犠牲となった
- 弓千晶 - 退団後、本名の前野曜子に改名のうえ歌手に転じリッキー&960ポンド・ペドロ&カプリシャス(初代ボーカル)で一世を風靡
- 美濃ゆたか - 元専科スター初風緑の叔母

## 一覧
| 芸名                 | 読み仮名          | 誕生日   | 出身地             | 出身校                   | 芸名の由来                  | 愛称                      | 役柄 | 退団年 | 備考 |
| -------------------- | ----------------- | -------- | ------------------ | ------------------------ | --------------------------- | ------------------------- | ---- | ------ | --- |
| 藍えりな             | あい えりな       | 8月21日  | 兵庫県伊丹市       | 園田学園                 | 家族で考案                  | ヨシコちゃん              | 娘役 | 1987年 | 宝塚歌劇団振付家・藍エリナ |
| 明空瑠美             | あけぞら るみ     | 8月2日   | 大阪府             | 梅花学園                 | 本名                        | ルミコ                    |      | 1970年 | |
| 亜沙かおり           | あさ かおり       | 2月21日  | 神奈川県           | フェリス女学院           | 自分で考案                  | モロ トコちゃん           |      | 1971年 | 現姓名・山之内敏子。 夫の山之内光雄と喫茶店経営・トラック運転手などを経て荏原交通株式会社タクシー乗務員。 2016年3月21日、日本テレビ系『しゃべくり007×1分間の深イイ話『女が憧れる女性』合体SP!』に出演。 |
| 麻樹こずえ           | あさぎ こずえ     | 1月21日  | 兵庫県神戸市生田区 | 親和学園                 | 家族で考案                  | コズエちゃん おサルちゃん |      | 1976年 | |
| 浅桐万紀子           | あさぎり まきこ   | 11月23日 | 東京都             | 大東学園                 | 母が命名                    | チーちゃん チヅコちゃん   |      | 1968年 | |
| 芦原みか             | あしわら みか     | 6月6日   | 熊本県             | 尚絅学園                 | 家族で考案                  | リョウコ                  |      | 1972年 | |
| 明日香みやこ         | あすか みやこ     | 2月27日  | 兵庫県神戸市       | 芦屋女子学園             | 万葉集                      | マイティ バッシャン       | 男役 | 1987年 | 改名後・明日香都（あすか みやこ） 父は声楽家・小橋潔 歌手 |
| 梓千代子             | あずさ ちよこ     | 8月26日  | 愛知県             | 愛知淑徳学園             | 好きな字を集める            | ナカちゃん メダカ         |      | 1971年 | 娘はあゆら華央 |
| 幾代ひかる           | いくよ ひかる     | 6月27日  | 東京都             |                          | 本名                        | オジャガ                  |      | 1974年 | |
| 斎美緒               | いつき みお       | 7月13日  | 東京都             | 川村学園                 | 姉が命名                    | キータン                  |      | 1973年 | |
| 伊吹弥生             | いぶき やよい     | 2月11日  | 大阪府             | 樟蔭高等学校             | 伊吹山                      | ワカちゃん                |      | 1973年 | 改名後・伊吹のぼる（いぶき のぼる） |
| 浦路夏子             | うらじ なつこ     | 7月6日   | 東京都             | 鶴見女子学園             | 母と考案                    | クニちゃん クニコ         |      | 1977年 | 日本舞踊・花柳恵妙 コープこうべジャズダンス講師 |
| 麗美花               | うらら みか       | 5月27日  | 大阪府泉大津市     | 四天王寺学園中学校       | 好きな字を集める            | ミッコちゃん トマトちゃん |      | 1976年 | |
| 鳳三千代             | おおとり みちよ   | 4月29日  | 鹿児島県           | 甲陵中学校               | 尊師が命名                  | オキリ                    |      | 1969年 | 姉は潮洋子 妹は渚かほる |
| 織江みち             | おりえ みち       | 1月18日  | 大阪府             | 信愛女学院               | 本名                        | バタちゃん                |      | 1969年 | |
| 清月輝               | きよづき てる     | 9月23日  | 和歌山県           | 和歌山県立星林高等学校   | 尊師が命名                  | シショウ チョウコ         | 両役 | 1970年 | 在団中に航空機墜落事故で死去 |
| 湖上えりか           | こじょう えりか   | 1月3日   | 東京都             | 千代田学園               | 家族で考案                  | オマメちゃん              |      | 1971年 | |
| 小松美保             | こまつ みほ       | 5月18日  | 東京都             | 川村学園                 | 尾上松禄が命名              | ケイコちゃん              | 娘役 | 1980年 | 日本舞踊・藤間藤美衛 |
| 桜圭子               | さくら けいこ     | 3月14日  | 山口県             | 山口中央高等学校         | 桜内義雄が命名              |                           |      | 1974年 | |
| 幸ひとみ             | さち ひとみ       | 3月23日  | 東京都             | 山崎学園富士見高等学校   | 家族で考案                  | カーコ                    |      | 1969年 | |
| 皐月純               | さつき じゅん     | 5月12日  | 神奈川県           | 成美学園                 | 生月（5月）に因む           | クマ                      |      | 1974年 | |
| 信貴みさお           | しぎ みさお       | 2月25日  | 大阪府             | 大谷学園                 | 家族で考案                  | エンジ ボーヤ             |      | 1969年 | |
| 白樺いずみ           | しらかば いずみ   | 7月7日   | 兵庫県             | 芦屋女子高等学校         | 家族で考案                  | アヤコさん                |      | 1970年 | |
| 真珠みはる           | しんじゅ みはる   | 7月27日  | 大阪府             | 豊中第一中学校           | 家族で考案                  | ウーちゃん                |      | 1973年 | |
| 園生ゆかり           | そのお ゆかり     | 7月5日   | 大阪府             | 梅花学園                 | 自分で考案                  | ユキちゃん                |      | 1968年 | |
| 高嶺みき             | たかね みき       | 2月15日  | 愛媛県             | 東雲学園                 | 父が命名                    | アコちゃん                |      | 1970年 | |
| 環木めぐみ           | たまき めぐみ     | 11月22日 | 大阪府             | 夕陽ヶ丘中学校           | 本名                        | メグミ                    |      | 1969年 | 改名後・月美也りさ（つきみや りさ） |
| 千木たかし           | ちぎ たかし       | 11月21日 | 兵庫県神戸市       | 星陵高等学校             | 宮の千木のように 高く立派に | ミユキ                    |      | 1977年 | |
| 千歳ひろみ           | ちとせ ひろみ     | 7月28日  | 大阪府             | 学習院                   |                             | ハッコちゃん              |      | 1970年 | 改名後・上園万里（かみぞの まり） |
| 千花さち代           | ちばな さちよ     | 10月4日  | 埼玉県和光市       | 東邦高等学校             | 自分で考案                  | サチヨちゃん              |      | 1978年 | |
| 円木理               | つぶらぎ まこと   | 1月20日  | 神奈川県           | 鶴見女子高等学校         | 自分で考案                  | ハンちゃん                |      | 1973年 | |
| 那須美景             | なす みかげ       | 10月26日 | 東京都             | 精華学園                 | 那須高原に因む              | ショピン                  |      | 1971年 | |
| 七津あけみ           | なつ あけみ       | 5月16日  | 兵庫県             | 精道中学校               | 家族で考案                  | クミ                      |      | 1973年 | |
| 夏城樹               | なつしろ みき     | 8月6日   | 兵庫県             | 伊丹市立高等学校         | 自分で考案                  | ラビちゃん                |      | 1973年 | |
| 那ノ宮かほる         | なのみや かおる   | 9月17日  | 福岡県             | 雙葉女学園               | 家族で考案                  | キョウコちゃん            |      | 1968年 | |
| 花野瀬かすみ         | はなのせ かすみ   | 9月6日   | 兵庫県             | 武庫川学院               | 知人が命名                  | トヨコちゃん              |      | 1975年 | |
| 濱千尋               | はま ちひろ       | 12月16日 | 兵庫県             | 芦屋女子学園             | 白井鐵造が命名              | ヤエコ メトロ             |      | 1972年 | |
| 万鯉たつ美           | まり たつみ       | 2月6日   | 東京都             | 順心女子学園             | 家族で考案                  | トット スギ               |      | 1973年 | |
| マリアン・サヴェール | まりあん さべーる | 7月29日  | 神奈川県           | 桜美林学園               | 知人が命名                  | マリー                    |      | 1968年 | |
| 曼珠はるか           | まんじゅ はるか   | 2月16日  | 東京都             | 山脇学園                 | 知人が命名                  | カナちゃん                |      | 1970年 | |
| 三井魔乎             | みつい まこ       | 8月18日  | 東京都中野区       | 中野区立第六中学校       | 姓名判断                    | マコちゃん                |      | 1979年 | 姪は花野じゅりあ |
| 美濃ゆたか           | みのう ゆたか     | 8月31日  | 東京都             | 実践女子学園             | 家族で考案                  | ガイチ                    |      | 1973年 | 姪は初風緑 |
| 三原志麻             | みはら しま       | 9月9日   | 台湾               | 神戸成徳学園高等学校     |                             | モンサマ                  |      | 1976年 | 改名後・三原淳（みはら じゅん） |
| 雅さち               | みやび さち       | 3月28日  | 大阪府             | 桜塚高等学校             | 本名                        | お姉ちゃん                |      | 1973年 | |
| 三代まさる           | みよ まさる       | 1月3日   | 広島県             | 比治山女子学園           | 尊師が命名                  | アトム シホコ             |      | 1977年 | |
| 室町あかね           | むろまち あかね   | 10月8日  | 東京都             | 山脇学園                 | 知人が命名                  | ミーコ コーザイさん       |      | 1979年 | 俳優 振付師 |
| 藻刈乙江             | もかり おとえ     | 6月10日  | 大阪府             | 池田中学校               | 恩師が命名                  | ヨウちゃん                |      | 1974年 | |
| 桃千景               | もも ちかげ       | 2月20日  | 東京都             | 宝仙学園                 | 家族で考案                  | マミ                      |      | 1974年 | |
| 八郷幸               | やざと さち       |          | 大阪府             | 相愛高等学校             | 家族で考案                  | セッちゃん                |      | 1968年 | |
| 八十なつみ           | やそ なつみ       | 10月4日  | 東京都             | 国立音楽大学附属高等学校 | 自分で考案                  | シゲコ オモコちゃん       |      | 1969年 | |
| 八千代まり           | やちよ まり       | 7月24日  | 兵庫県             | 相愛高等学校             | 家族で考案                  | マリちゃん ポッポ         |      | 1971年 | |
| 由槻かおる           | ゆつき かおる     | 7月6日   | 静岡県             | 静岡常葉高等学校         | 父が考案                    | フジエ                    |      | 1968年 | |
| 弓千晶               | ゆみ ちあき       | 1月25日  | 東京都             | 川村学園                 | 家族で考案                  | ヨーチン                  |      | 1968年 | 歌手・前野曜子 |
| 若竹なほみ           | わかたけ なおみ   | 7月14日  | 東京都             | 東京学芸大学附属中学校   | 家族で考案                  | ノロちゃん                |      | 1972年 | |